# Садгора (станция)
Садгора — железнодорожная станция Ивано-Франковской дирекции Львовской железной дороги на линии Черновцы-Северная — Ларга между станцией Черновцы-Северная (отстоит на 2 км) и разъездом Магала (8 км).
Расположена в городе Черновцы, в Садгорском районе, по адресу улица Красина 95А. Одна из четырех станций, расположенных в границах Черновцов (наряду со станциями Черновцы, Черновцы-Северная и Черновцы-Южная).

## История
Станция Садгора была открыта в 1893 году , одновременно с открытием линии Черновцы-Северная — Ларга, на которой она расположена. С момента открытия она стала важным пассажирским и грузовым терминалом агломерации Черновцов (на момент открытия станции Садгора была самостоятельным городом, ближайшим предместьем Черновцов, расположенным напротив них на левом берегу реки Прут).

## Пассажирское сообщение по станции
Примерно в 200 метрах от станции, на улице Ярослава Мудрого, находится автобусная остановка «Нефтебаза», где останавливаются автобусы №2, №15, №16 и №37.
На станции останавливаются только пригородные поезда, следующие от станции Черновцы до конечных станций Ларга и Сокиряны.